# Гозекски кръг
Гозекският кръг (на немски: Sonnenobservatorium Goseck) е постройка от новокаменната епоха в Гозек в област Бургенланд в Саксония-Анхалт, Германия. Медиите го определят като „Германският Стоунхендж“.
Изграждането ѝ датира около 49 век пр.н.е. и изглежда се е използвала до около 47 век пр.н.е. Може би това е най-старото и най-познатато кръгово заграждение свързано с новокаменната епоха в Централна Европа. В наши дни мястото се представя официално от държавни археолози и местна асоциация, които разглеждат мястото постройка за ритуали или култове.
Кръгът се състои от концентричен окоп с диаметър 75 метра и два кръга от дървесни стълбове, в които има входове на места, съвпадащи с позицията на слънцето при изгрева и залеза в дните около зимното слънцестоене и по-малки входове за лятното слънцестоене. Рекламни материали го описват като една от най-старите „слънчеви обсерватории“ в света, но изгревът и залезът на зимното и лятното слънцестоене са единствените доказани астрономически подредби, които са ясно изразени в останите от постройката.
Съществуването на обекта е оповестено през август 2003 г. и е отворено за посетители през декември 2005 г.

## География

### Местоположение
Обектът се намира на обработваеми земи близо до Гозек в област Бургенланд в Саксония-Анхалт между градовете Наумбург и Вайсенфелс. Кръгът е на терен, който постепенно се издига в южна посока недалеч от устието на река Унструт, която се влива в река Саксонска на границата на регион известен като Лайципския залив.

## История

### Откритие и разкопки
Кръгът е открит през 1991 г. от Ото Брааш на снимка от въздушно наблюдение, която показва кръгови ивици под житно поле. Били са лесни да се забележат, защото е било период на суша. Забелязало се е напреднал стадий на ерозия в постройката.
За да съхранят застрашените останки, Държавна служба за опазване на паметниците и археологията на Саксония-Анхалт са решили да проведат разкопки. Сътрудничили са си с Института за праисторическа археология в Университета на Хале-Витенберг.
Франсоа Бертеме и Петер Биел започнали разкопна дейност на мястото през 2002 г. Когато археолозите комбинирали доказателства с GPS наблюдения, забелязали, че двата южни отвора отбелязват изгрева и залеза на зимното и лятното слънцестоене.
Радиовъглеродното датиране определя, че строежът е бил около 4900 г. пр.н.е., докато видът на парчетата глинени съдове го свързват с културата на орнаметните изделия от 47 век пр.н.е. и това предполага, че обектът е бил използван около два или три века.
При разкопките също са открити останки от ритуални огньове, животински и човешки кости, а също и скелет без глава близо до югоизточния вход, което може да се тълкува като доказателство за човешки жертвоприношения или за особен погребален ритуал.
Бертеме и Биел развивали разкопната дейност за няколко седмици всяка година. През 2004 г. група от Калифорнийския университет в Бъркли се присъединили към дейностите.
След края на разкопките постройката е възстановена. Археолозите и служебните лица изградили наново кръговете от дървесни стълбове използвайки 1675 дъбови пръта с височина 2,5 метра. Дърводелците работели с ръчни инструменти, за да може дървените стълбове да изглеждат достоверно. Обектът е публично достъпен от 21 декември 2005 г. – денят на зимното слънцестоене.

## Описание
Теренът е заобиколен от ров с дълбочина до 1,8 метра. Почвата е използвана за отбранителен насип отвън. Диаметърът на рова е 75 метра измерен от външната му граница. Вътре в рова е имало два кръга от дървесни стълбове. Не са намерени следи от вътрешни постройки. Влизало се е през три симетрични главни входа от север, югозапад и югоизток. В допълнение е имало и малки пролуки между стълбовете, позволяващи достъп. Ровът около трите главни входа е бил оформен навън (виж диаграмата). Входовете на вътрешния кръг от стълбове са били по-тесни от тези на външния, които са били по-тесни от пролуките в рова.
Югозападният и югоизточният вход гледат право към слънцето при изгрева и залеза около датата на зимното слънцестоене. Две от малките пролуки между дтълбовете гледат право към същите посоки при лятното слънцестоене.
Няма следи от палежи или друг вид разрушения. Не се знае защо постройката е била изоставена. Векове по-късно селяни са изградили защитен ров следвайки изкопите на старото заграждение.

## Астрономическо приравняване и тълкуване
Гозекския кръг е един от най-добре запазените и обширно разследвани от много подобни постройки построени през същия период. Намерени са приблизително 140 от тези постройки, познати като кръгови заграждения. Въпреки че имат неповторими ообености, те следват основен архитектурен принцип. На малък брой от тях е имало разкопки.
При откриването на обекта за публичен достъп държавният археолог Харалд Мелер го нарича „крайъгълен камък за археологическите проучвания“.
Изграждането муе датирано около 49 век пр.н.е. и изглежда се е използвал до 47 век пр.н.е. Това съответства на преходния период между новокаменната линейната керамика и културата на орнаментните изделия. Част е от голяма група кръгови заграждения в района на реките Елба и Дунав, повечето от които показват подобни подравнявания спрямо слънцестоенето.
Водят се спорове дали мястото се е използвало, за да се наблюдава слънцето през цялата година или само на определени важни дни и дали е подходящо да се нарича „слънчева обсерватория“. Някои предполагат, че терминът се използва с търговска цел.
Археологът Ралф Шварц предполага, постройките са позволявали да се съгласува лесно разбираем лунен календар с по-трудните измервания на слънчев календар чрез календарни изчисления.

## Тълкуване
Някои хора твърдят, че слънцето и годишният му календар са били ключови за ритуалите, изпълнявани на обекта.[кой го твърди?]

## В днешно време
Реконструираният обект е отворен за публични посещения. Отворен е и информационен център в близкия гозекски дворец, включващ изложба и информация за разкопките. Обектът се поддържа от Клуб на гозекската слънчева обсерватория.
Гозек е спирка по туристическия маршрут Химелсвеге, който свързва археологическите обекти в Саксония-Анхалт.